# Xian de Baicheng
Cette page contient des caractères spéciaux ou non latins. S’ils s’affichent mal (▯, ?, etc.), consultez la page d’aide Unicode.

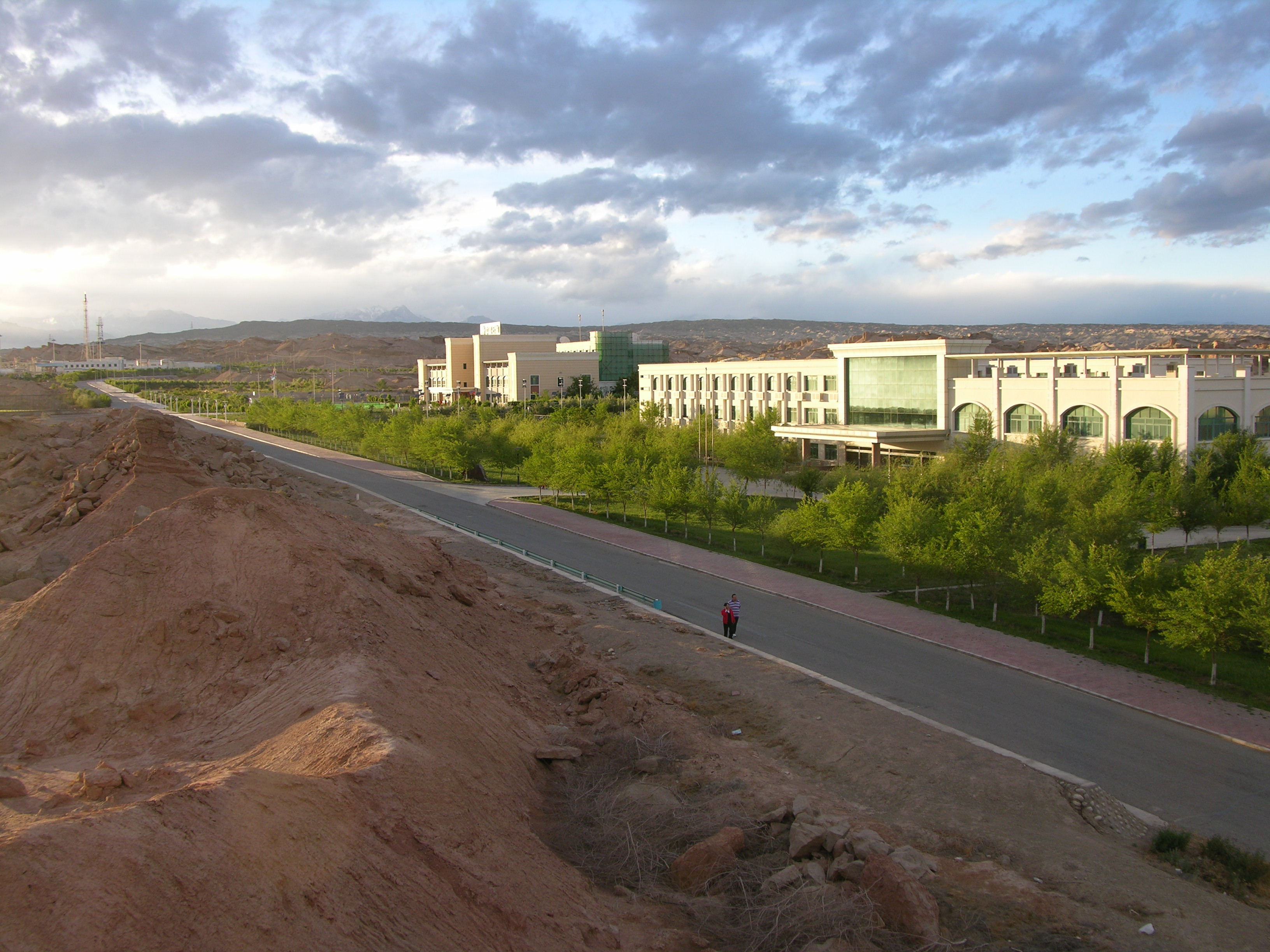

Le xian de Baicheng (拜城县 ; pinyin : Bàichéng Xiàn ; ouïghour : باي ناھىيىس / Bay Nahiyisi) est un district administratif de la région autonome du Xinjiang en Chine. Il est placé sous la juridiction de la préfecture d'Aksou.

## Démographie
La population du district était de 193 009 habitants en 1999.

## Monuments et musées
Les Grottes de Kizil, comportant des peintures murales de civilisation suivant l'Empire kouchan du Ier millénaire.